# Мортагоново
Мортаго́ново (болг. Мортагоново) — село в Разградській області Болгарії. Входить до складу общини Разград.

## Населення
За даними перепису населення 2011 року у селі проживали 1026 осіб.
Національний склад населення села:
| Національність   | Кількість осіб | Відсоток |
| ---------------- | -------------- | -------- |
| турки            | 885            | 95,1%    |
| не визначились   | 8              | 0,9%     |
| Всього відповіли | 931            |          |

Розподіл населення за віком у 2011 році:
Динаміка населення: